# 德国空军第63空运联队
第63空运联队（德語：Lufttransportgeschwader 63，缩写为）是德国空军的一个飞行联队，驻地设于石勒苏益格-荷尔斯泰因州的霍恩空军基地。当驻奥里希的原第4航空师撤编后，该联队自2013年7月1日起直接隶属于驻科隆-瓦恩的空军作战指挥部管辖，并接受欧洲空运指挥部的行动指挥。

## 历史
第63空运联队最初是在1961年9月15日于策勒陆军机场组建，并装备了诺拉特拉斯N2501运输机。至1967年9月，部队转场至伦茨堡附近的霍恩，其设施还包括相距约3公里、位于阿尔特杜芬斯特的胡戈·容克斯军营。在1968年至1970年间，联队装备的诺拉特拉斯运输机逐渐被C-160运输机所取代。
在1993年春季，第64直升机空运联队作为撤编的一部分被纳入第63空运联队。因此第63空运联队额外获得了19架UH-1D直升机可用。装备直升机的第2中队被定期部署在离岸的博尔库姆。随后在筹备新组建驻霍尔茨多夫的第64直升机联队期间，第63联队的第2中队又于2010年12月撤编，并连同其直升机被纳入第64联队。
在2013年春季，第63联队的C-160运输机前往西非，参加了支援法国针对马里北部冲突实施的“薮猫行动”。
至2014年4月1日，第63空运联队正式被明确作为培训部队。与C-160运输机相关的实践和理论课程自此将在霍恩空军基地进行。而C-160运输机的模拟飞行培训则继续在文斯托夫空军基地，但由第63联队负责进行。

## 未来
根据德国联邦国防部在2011年10月26日公布的计划，霍恩空军基地连同其所属3公里外的胡戈·容克斯军营应在2019年之前完全关闭。

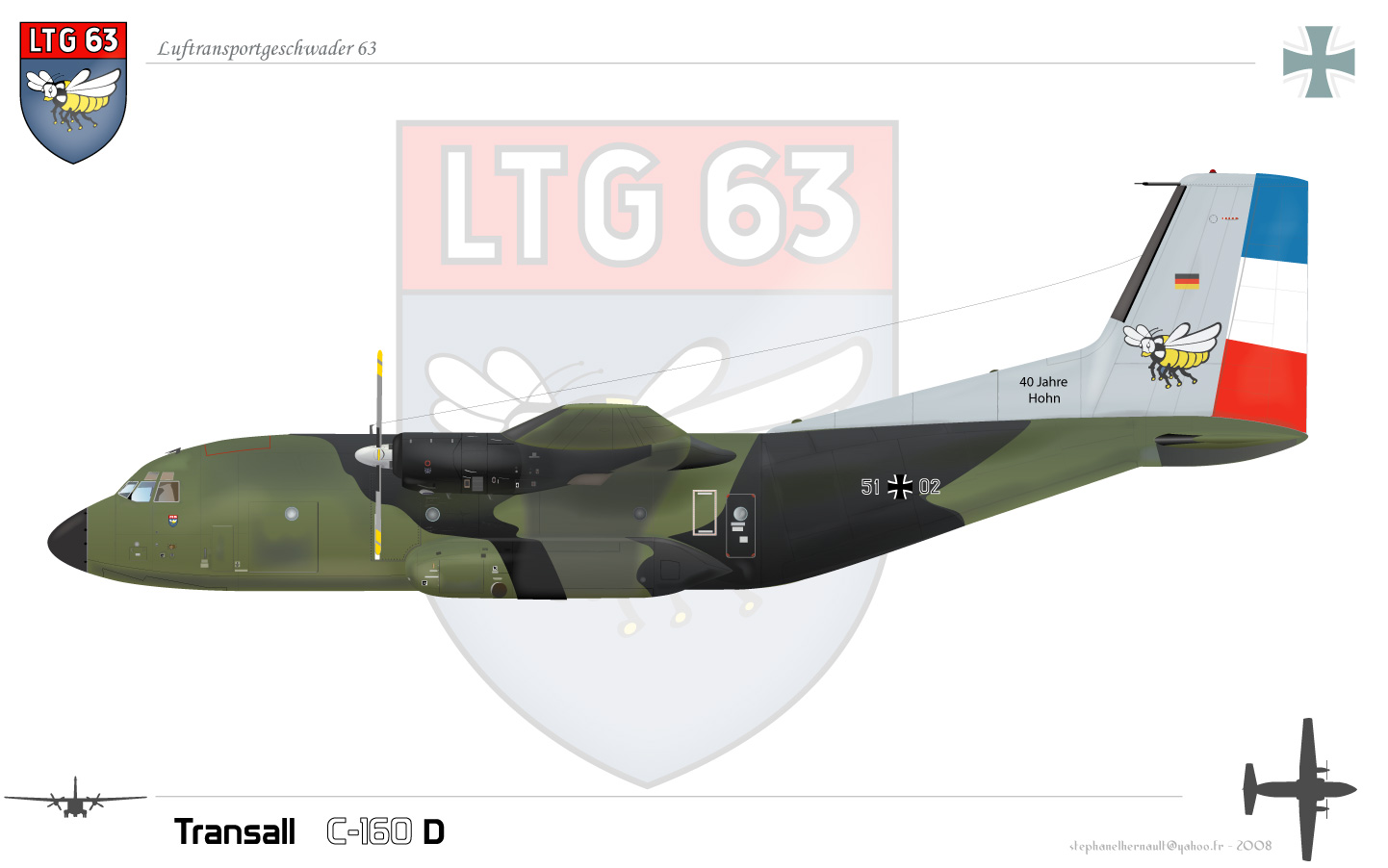
第63联队的C-160运输机
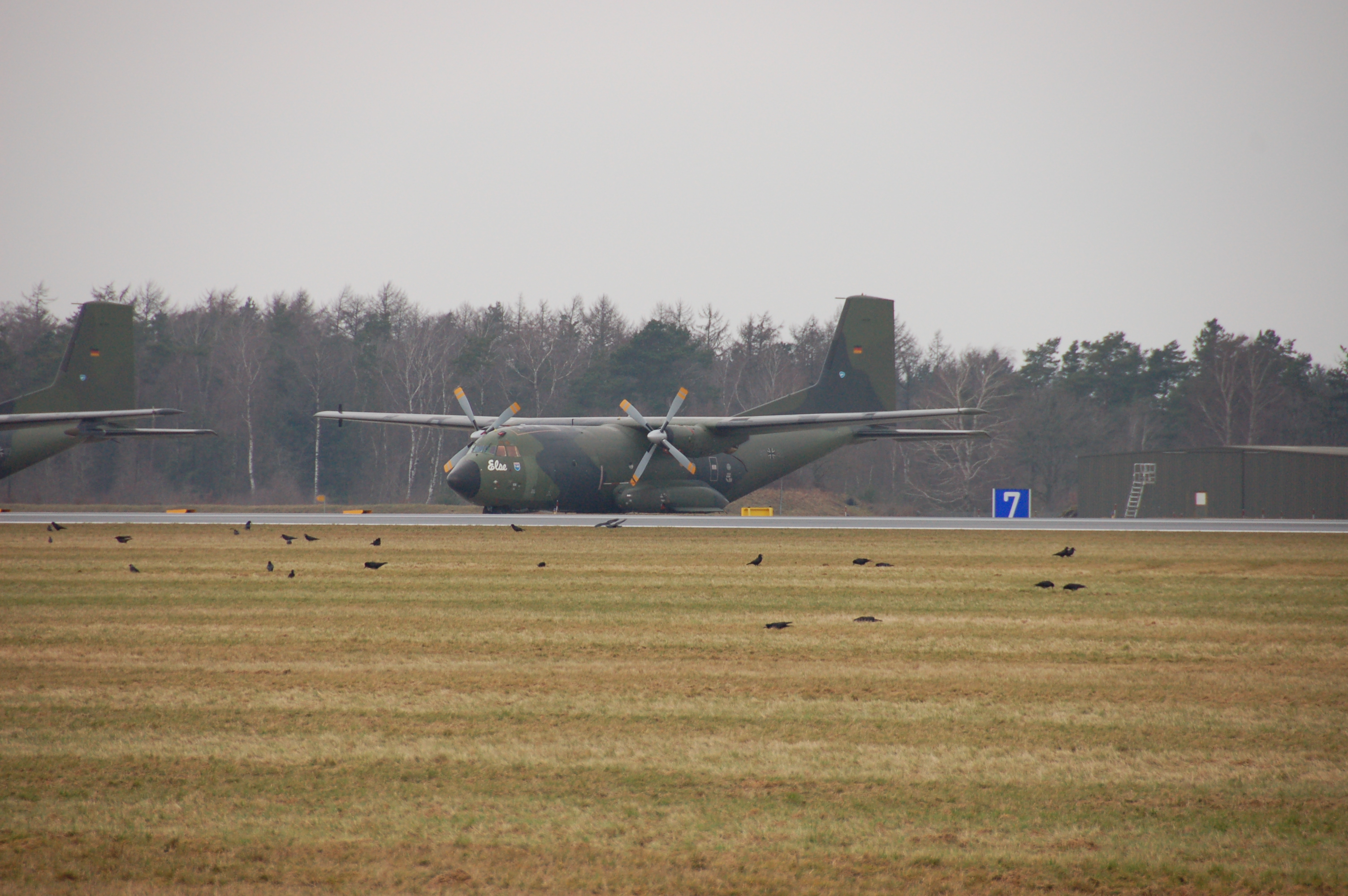
C-160运输机于霍恩空军基地
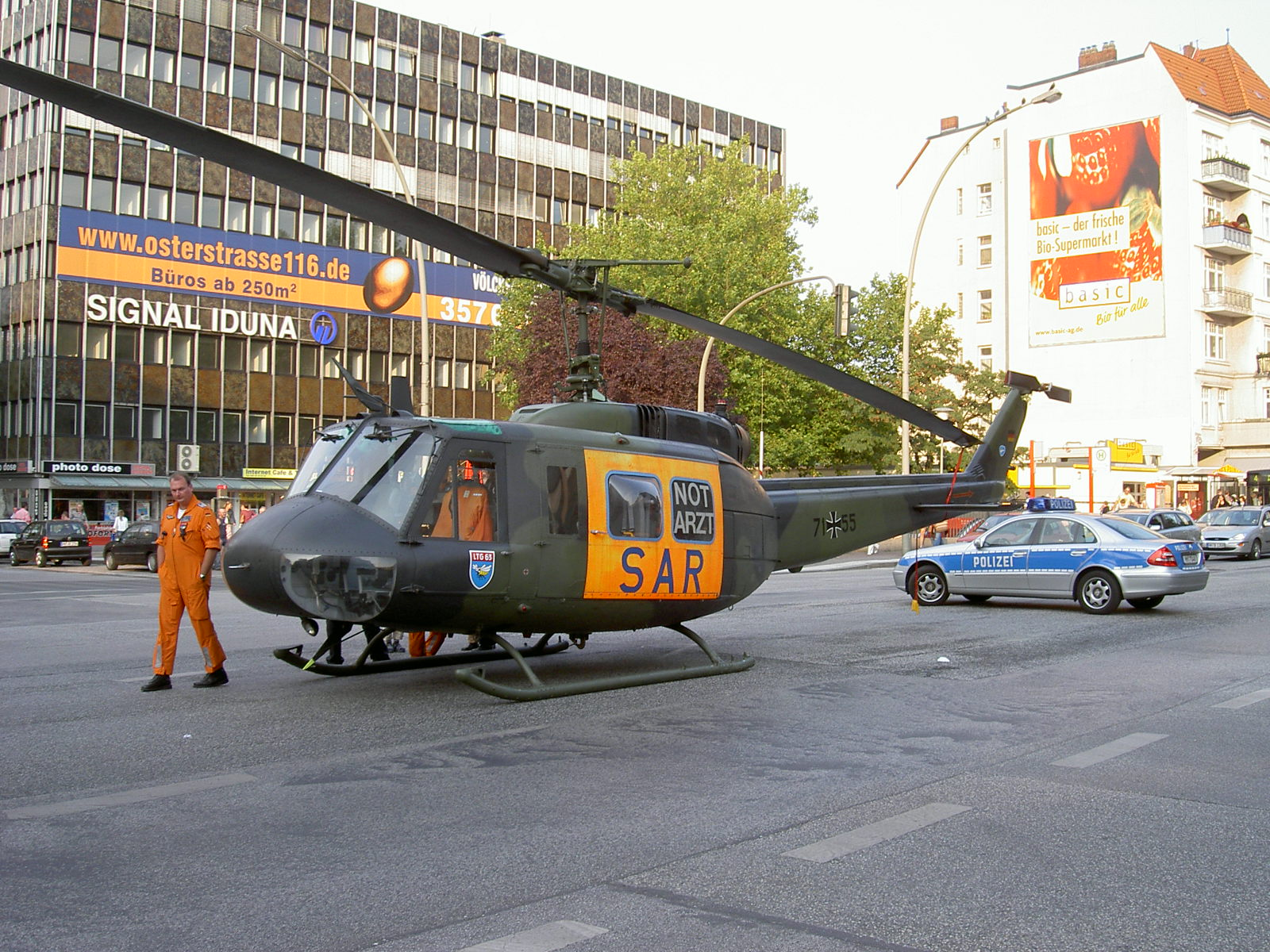
第63联队的UH-1D直升机在汉堡参与一次救援任务
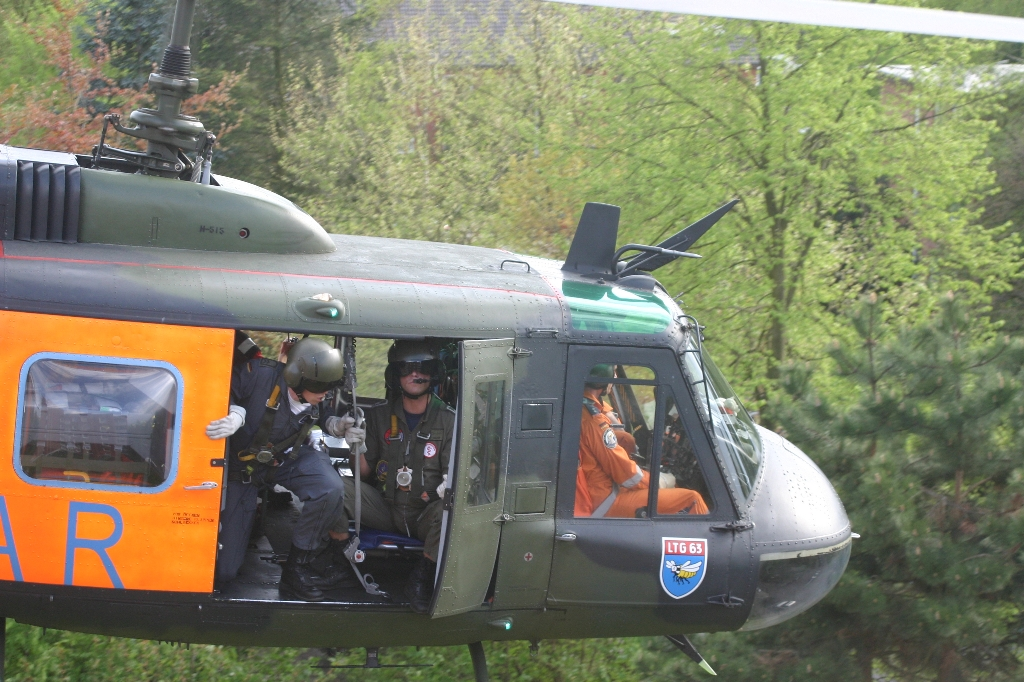
执行任务的UH-1D直升机